# Đăk Tô-i csata
A Đăk Tô-i csata egy húsz napig tartó nagyszabású összecsapássorozat volt a vietnámi háború során 1967 végén. A november 3-án kezdődő ütközetben a VKH és az amerikai hadsereg egységei végül kiszorították a határ Kambodzsai oldaláról betörő ÉNH csapatokat.
1967 tavaszán rendkívül heves harcok zajlottak le a demilitarizált övezet környékén. Ennek során 1967. május 3–11. között lezajlott az amerikaiak legvéresebb összecsapása, a 881. számú magaslatért folyó ütközet. A 881. számú magaslat egy, a Khe Sanh-i amerikai támogatóbázis mellett található stratégiai fontosságú domb volt. Az év második felében viszont már nem csak a demilitarizált övezet mentén zajlottak heves harcok, hanem az ország középső részének határmenti vidékein is dúltak a határon keresztül benyomuló ÉNH egységekkel az összecsapások. Később ezek „határmenti csaták” („the border battles”) néven váltak ismertté amerikai katonai körökben, és az egyik ilyen ütközet volt a Đăk Tô-i csata.
A csata során egy 16 000 fős VKH és amerikai haderő állt szemben a körülbelül 6000 fős ÉNH reguláris csapatokkal. A 20 napos küzdelem a VKH/amerikai csapatok győzelmével zárult.